# Люлинці (Хмільницький район)
Люлинці — село в Україні, у Калинівській міській громаді Хмільницького району Вінницької області. Розташоване на обох берегах річки Струмок Постолова (притока Постолови) за 26 км на північ від міста Калинівка. Населення становить 580 осіб.

## Історія
Перші письмові згадки про село датовано 1599 та 1602 роком. Чудові зелені пагорби, струмки, кілька плес, старі мури, що залишились від колишнього поміщицького палацу прикрашають село.
За адмін.поділом 16 ст. Брацлавський повіт 16 ст.
До 1914 року в складі Малокутищанської волості Вінницького повіту Подільської губернії. У 1914 році волосний центр переведений в Люлинці, а волость перейменована на Люлинецьку.
В дореволюційні часи володів палацом та 2004 десятинами землі Старжа-Якубовський Едуард Карлович, місцевий землевласник польського походження. Ця людина була активним ініціатором, організатором та головою відділення рільництва Подільського товариства сільського господарства та сільськогосподарської промисловості, і впродовж 11 років керував організацією аграрної дослідно-наукової справи. Завдяки його фінансовій підтримці були організовані контрольно-насіннєва станція та сільськогосподарська хімічна лабораторія.
З 7 березня 1923 року в складі Малокутищанського району Вінницької округи.
17 червня 1925 року внаслідок розформування Малокутищанського району ввійшли до складу Махновського району Бердичівської округи.
За адмін.поділом 20 ст. Калинівський район.
Палац був знищений у Другу світову війну, та до сьогодні залишився прилеглий до нього невеликий, але прекрасно спланований та облаштований парк, центральні алеї якого вимощені цеглою, — все це надає селу мальовничості та привабливості. Колись тут існував протитуберкульозний санаторій, бо навіть саме повітря в селі — цілюще. Але головне багатство — це доброзичливі місцеві мешканці. Вони люблять своє село і не дозволяють нікому рубати дерева в парку, руйнувати старі мури та засмічувати територію.
12 червня 2020 року, відповідно до Розпорядження Кабінету Міністрів України № 707-р, «Про визначення адміністративних центрів та затвердження територій територіальних громад Вінницької області», увійшло до складу Калинівської міської громади.
19 липня 2020 року, в результаті адміністративно-територіальної реформи і ліквідації Калинівського району, село увійшло до складу новоутвореного Хмільницького району.

## Відомі особистості
В поселенні народилась:
- Вігурська Галина Василівна (1909—1990) — українська письменниця й перекладачка.

В Люлинцях протягом понад 30 років жив і працював видатний учений, селекціонер, автор 15 сортів гороху, які займали в колишньому СРСР сотні тисяч гектарів, доктор сільськогосподарських наук, професор Альозій Розвадовський (1935—2004), кавалер Ордена Дружби Народів.
Кілька частин села та місцеві пам'ятки зберігають історичні назви: Парк, Цегельня, Криничка «Біля Муца» та ін.
Існують місцеві історичні легенди: про «підземелля Палацу», про «таємний скарб», про «зцілення водою» з Кринички «Біля Муца».